# Rally van Argentinië 2000
De Rally van Argentinië 2000, formeel 20º Rally Argentina, was de 20e editie van de Rally van Argentinië en de zesde ronde van het wereldkampioenschap rally in 2000. Het was de 326e rally in het wereldkampioenschap rally die georganiseerd wordt door de Fédération Internationale de l'Automobile (FIA). De start was in Villa Carlos Paz en de finish in Córdoba.

## Programma
| Dag    | Datum                          | Klassementsproeven | Competitieve afstand |
| ------ | ------------------------------ | ------------------ | -------------------- |
| 1      | Donderdag 11 en vrijdag 12 mei | 9                  | 133,73 kilometer     |
| 2      | Zaterdag 13 mei                | 7                  | 131,34 kilometer     |
| 3      | Zondag 14 mei                  | 6                  | 120,42 kilometer     |
|        |                                |                    |                      |
| Totaal | Totaal                         | 22                 | 38,49 kilometer      |

## Resultaten
| Algemene top tien | Algemene top tien | Algemene top tien     | Algemene top tien            | Algemene top tien | Algemene top tien | Algemene top tien | Algemene top tien |
| Pos.              | #                 | Rijder                | Auto                         | Gr/kl             | Tijd              | Eerste            | Punten            |
| Pos.              | #                 | Navigator             | Inschrijving                 | C                 | Straftijd         | Vorige            | Punten            |
| ----------------- | ----------------- | --------------------- | ---------------------------- | ----------------- | ----------------- | ----------------- | ----------------- |
| 1.                | 3                 | Richard Burns         | Subaru Impreza S6 WRC 00     | A8                | 4:10:20,7         | 0:00              | 10                |
| 1.                | 3                 | Robert Reid           | Subaru World Rally Team      | C                 |                   | =                 | 10                |
| 2.                | 10                | Marcus Grönholm       | Peugeot 206 WRC              | A8                | 4:11:28,1         | + 1:07,4          | 6                 |
| 2.                | 10                | Timo Rautiainen       | Peugeot Esso Sport           | C                 |                   | + 1:07,4          | 6                 |
| 3.                | 1                 | Tommi Mäkinen         | Mitsubishi Lancer Evo VI     | A8                | 4:11:52,3         | + 1:31,6          | 4                 |
| 3.                | 1                 | Risto Mannisenmäki    | Marlboro Mitsubishi Ralliart | C                 |                   | + 24,2            | 4                 |
| 4.                | 4                 | Juha Kankkunen        | Subaru Impreza S6 WRC 00     | A8                | 4:12:43,5         | + 2:22,8          | 3                 |
| 4.                | 4                 | Juha Repo             | Subaru World Rally Team      | C                 |                   | + 51,2            | 3                 |
| 5.                | 2                 | Freddy Loix           | Mitsubishi Carisma GT Evo VI | A8                | 4:18:54,3         | + 8:33,6          | 2                 |
| 5.                | 2                 | Sven Smeets           | Marlboro Mitsubishi Ralliart | C                 |                   | + 6:10,8          | 2                 |
| 6.                | 16                | Petter Solberg        | Ford Focus RS WRC 00         | A8                | 4:21:20,3         | + 10:59,6         | 1                 |
| 6.                | 16                | Phil Mills            | Ford Motor Co Ltd.           | A8                | 0:40              | + 2:26,0          | 1                 |
| 7.                | 15                | Alister McRae         | Hyundai Accent WRC           | A8                | 4:23:38,5         | + 13:17,8         |                   |
| 7.                | 15                | David Senior          | Hyundai Castrol WRT          | C                 | 1:20              | + 2:18,2          |                   |
| 8.                | 14                | Kenneth Eriksson      | Hyundai Accent WRC           | A8                | 4:30:55,8         | + 20:35,1         |                   |
| 8.                | 14                | Staffan Parmander     | Hyundai Castrol WRT          | C                 | 1:00              | + 7:17,3          |                   |
| 9.                | 22                | Gustavo Trelles       | Mitsubishi Lancer Evo VI     | N4                | 4:32:00,2         | + 21:39,5         |                   |
| 9.                | 22                | Jorge Del Buono       | Gustavo Trelles              | N4                |                   | + 1:04,4          |                   |
| 10.               | 34                | Gabriel Pozzo         | Mitsubishi Lancer Evo VI     | N4                | 4:33:00,1         | + 22:40,4         |                   |
| 10.               | 34                | Rodolfo Ortíz         | Gabriel Pozzo                | N4                |                   | + 1:00,9          |                   |
| DNF top tien      |                   |                       |                              |                   |                   |                   |                   |
| Pos.              | #                 | Rijder                | Auto                         | Gr/kl             | KP                | Reden             | Reden             |
| Pos.              | #                 | Navigator             | Inschrijving                 | C                 | KP                | Reden             | Reden             |
| DNF               | 5                 | Colin McRae           | Ford Focus RS WRC 00         | A8                | 17                | Motor             | Motor             |
| DNF               | 5                 | Nicky Grist           | Ford Motor Co Ltd.           | C                 | 17                | Motor             | Motor             |
| DNF               | 6                 | Carlos Sainz          | Ford Focus RS WRC 00         | A8                | 11                | Radiator          | Radiator          |
| DNF               | 6                 | Luís Moya             | Ford Motor Co Ltd.           | C                 | 11                | Radiator          | Radiator          |
| DNF               | 7                 | Didier Auriol         | Seat Córdoba WRC E2          | A8                | 6                 | Koppeling         | Koppeling         |
| DNF               | 7                 | Denis Giraudet        | Seat Sport                   | C                 | 6                 | Koppeling         | Koppeling         |
| DNF               | 8                 | Toni Gardemeister     | Seat Córdoba WRC E2          | A8                | 6                 | Koppeling         | Koppeling         |
| DNF               | 8                 | Paavo Lukander        | Seat Sport                   | C                 | 6                 | Koppeling         | Koppeling         |
| DNF               | 18                | Krzysztof Hołowczyc   | Subaru Impreza S5 WRC 99     | A8                | 17                | Mechanisch        | Mechanisch        |
| DNF               | 18                | Jean-Marc Fortin      | Wizja TV Turning Point RT    | A8                | 17                | Mechanisch        | Mechanisch        |
| DNF               | 21                | Jorge Recalde         | Ford Escort RS Cosworth      | A8                | 7                 | Mechanisch        | Mechanisch        |
| DNF               | 21                | Diego Curletto        | Jorge Recalde                | A8                | 7                 | Mechanisch        | Mechanisch        |
| DNF               | 23                | Manfred Stohl         | Mitsubishi Lancer Evo VI     | N4                | 13                | Mechanisch        | Mechanisch        |
| DNF               | 23                | Peter Müller          | Manfred Stohl                | N4                | 13                | Mechanisch        | Mechanisch        |
| DNF               | 25                | Claudio Marcelo Menzi | Mitsubishi Lancer Evo VI     | N4                | 7                 | Turbo             | Turbo             |
| DNF               | 25                | Edgardo Galindo       | Claudio Marcelo Menzi        | N4                | 7                 | Turbo             | Turbo             |
| DNF               | 26                | Gabriel Raies         | Mitsubishi Lancer Evo VI     | N4                | 7                 | Mechanisch        | Mechanisch        |
| DNF               | 26                | José Volta            | Gabriel Raies                | N4                | 7                 | Mechanisch        | Mechanisch        |
| DNF               | 28                | Andrea Aghini         | Mitsubishi Carisma GT Evo VI | N4                | 9                 | Ongeluk           | Ongeluk           |
| DNF               | 28                | Loris Roggia          | Ralliart Italia              | N4                | 9                 | Ongeluk           | Ongeluk           |

| PWRC top drie | PWRC top drie   | PWRC top drie |
| Pos.          | Rijder          | Pnt.          |
| ------------- | --------------- | ------------- |
| 1             | Gustavo Trelles | 10            |
| 2             | Gabriel Pozzo   | 6             |
| 3             | Roberto Sanchez | 4             |

## Statistieken

#### Klassementsproeven
| Etappe | Datum  | KP | Starttijd | Naam                        | Lengte   | Snelste rijder  | Tijd          | Gem. snelheid | Rallyleider     |
| ------ | ------ | -- | --------- | --------------------------- | -------- | --------------- | ------------- | ------------- | --------------- |
| 1      | 11 mei | 1  | 19:00     | Pro-Racing - Lane A         | 3,44 km  | Richard Burns   | 2:29,1        | 83,00 km/u    | Richard Burns   |
| 1      | 11 mei | 2  | 19:01     | Pro-Racing - Lane B         | 3,44 km  | Richard Burns   | 2:26,5        | 84,53 km/u    | Richard Burns   |
| 1      | 12 mei | 3  | 9:03      | Capilla del Monte           | 23,02 km | Marcus Grönholm | 17:37,2       | 78,39 km/u    | Marcus Grönholm |
| 1      | 12 mei | 4  | 9:34      | San Marcos Sierra           | 9,61 km  | Richard Burns   | 6:41,2        | 86,23 km/u    | Marcus Grönholm |
| 1      | 12 mei | 5  | 11:31     | Tanti                       | 16,00 km | Neutralisatie   | Neutralisatie | Neutralisatie | Marcus Grönholm |
| 1      | 12 mei | 6  | 12:24     | Villa Giardino              | 22,53 km | Carlos Sainz    | 16:16,0       | 83,10 km/u    | Marcus Grönholm |
| 1      | 12 mei | 7  | 14:07     | La Cumbre                   | 23,46 km | Carlos Sainz    | 20:19,8       | 69,24 km/u    | Carlos Sainz    |
| 1      | 12 mei | 8  | 15:10     | Colonia Caroya              | 3,40 km  | Marcus Grönholm | 2:29,8        | 81,71 km/u    | Carlos Sainz    |
| 1      | 12 mei | 9  | 15:58     | Ascochinga                  | 28,83 km | Carlos Sainz    | 19:06,1       | 90,56 km/u    | Carlos Sainz    |
|        |        |    |           |                             |          |                 |               |               | Carlos Sainz    |
| 2      | 13 mei | 10 | 9:16      | Santa Rosa de Calamuchita 1 | 26,10 km | Richard Burns   | 15:24,9       | 101,59 km/u   | Marcus Grönholm |
| 2      | 13 mei | 11 | 11:01     | San Agustin                 | 12,46 km | Colin McRae     | 9:47,9        | 76,30 km/u    | Marcus Grönholm |
| 2      | 13 mei | 12 | 11:26     | Amboy 1                     | 21,48 km | Richard Burns   | 11:19,1       | 113,87 km/u   | Marcus Grönholm |
| 2      | 13 mei | 13 | 12:45     | Santa Rosa de Calamuchita 2 | 26,10 km | Richard Burns   | 15:29,1       | 101,13 km/u   | Marcus Grönholm |
| 2      | 13 mei | 14 | 13:28     | Las Baadas                  | 18,67 km | Richard Burns   | 10:04,3       | 111,22 km/u   | Marcus Grönholm |
| 2      | 13 mei | 15 | 14:49     | Amboy 2                     | 21,48 km | Richard Burns   | 11:14,4       | 114,66 km/u   | Richard Burns   |
| 2      | 13 mei | 16 | 16:00     | Camping General San Martin  | 5,05 km  | Richard Burns   | 4:13,0        | 71,86 km/u    | Richard Burns   |
|        |        |    |           |                             |          |                 |               |               | Richard Burns   |
| 3      | 14 mei | 17 | 9:08      | Chamico                     | 24,60 km | Richard Burns   | 18:06,4       | 81,52 km/u    | Richard Burns   |
| 3      | 14 mei | 18 | 9:51      | El Mirador 1                | 20,65 km | Richard Burns   | 12:02,1       | 102,95 km/u   | Richard Burns   |
| 3      | 14 mei | 19 | 11:50     | Cura Brochero               | 18,71 km | Richard Burns   | 9:44,7        | 115,20 km/u   | Richard Burns   |
| 3      | 14 mei | 20 | 11:58     | La Posta                    | 19,04 km | Marcus Grönholm | 16:45,7       | 68,16 km/u    | Richard Burns   |
| 3      | 14 mei | 21 | 13:46     | El Mirador 2                | 20,65 km | Tommi Mäkinen   | 12:02,0       | 101,56 km/u   | Richard Burns   |
| 3      | 14 mei | 22 | 15:04     | El Condor                   | 16,77 km | Richard Burns   | 15:12,6       | 66,15 km/u    | Richard Burns   |

| KP overwinningen | KP overwinningen |
| Rijder           | Aantal           |
| ---------------- | ---------------- |
| Richard Burns    | 13               |
| Marcus Grönholm  | 3                |
| Carlos Sainz     | 3                |
| Tommi Mäkinen    | 1                |
| Colin McRae      | 1                |

## Kampioenschap standen

#### Rijders
|   | Pos. | Rijder          | Pnt. |
| - | ---- | --------------- | ---- |
| = | 1    | Richard Burns   | 38   |
| 1 | 2    | Marcus Grönholm | 24   |
| 1 | 3    | Tommi Mäkinen   | 23   |
| = | 4    | Carlos Sainz    | 17   |
| = | 5    | Colin McRae     | 14   |

#### Constructeurs
|   | Pos. | Constructeur                 | Pnt. |
| - | ---- | ---------------------------- | ---- |
| = | 1    | Subaru World Rally Team      | 54   |
| = | 2    | Ford Motor Co Ltd.           | 31   |
| = | 3    | Marlboro Mitsubishi Ralliart | 29   |
| = | 4    | Peugeot Esso Sport           | 29   |
| = | 5    | Seat Sport                   | 7    |

- Noot: Enkel de top 5-posities worden in beide standen weergegeven.